# 椎名豊
椎名 豊（しいな ゆたか、1964年9月23日 - ）は、東京都墨田区出身のジャズピアニスト、作曲家。国立音楽大学作曲科在学中よりプロとしての活動を始めた。

## 人物
1964年9月23日に東京都墨田区で誕生。父親の影響で幼少期より音楽に触れ、3歳から本格的にピアノのレッスンを始める。家業の関係で小・中学校時代は新潟県上越市で過ごした。当時はプロ野球選手を目指していたが、東京に転居してからピアニストに指針を大きく転換、国立音楽大学作曲科に入学し、在学中からプロとして活動を始める。

## 略歴
1982年、国立音楽大学作曲学科に入学。在学中よりプロとしての活動を開始。
1989年、ライオネル・ハンプトン・オーケストラの日本公演、ビンセント・ハーリング（アルト・サクソフォーン）カルテットへの参加。
1990年6月、ロイ・ハーグローヴ（トランペット）、大坂昌彦（ドラム）らとロイ・ハーグローヴ・カルテット結成。これを切っ掛けとして翌1991年にアントニオ・ハート（アルト・サクソフォーン）を加えて日米混合ユニット『ザ・ジャズ・ネットワークス』を結成、日本側のリーダーとして活動。1992年、「ストレイト・トゥ・ザ・スタンダード」を発表。1993年、「美女と野獣」を発表。1994年、フロントがアントニオ・ハートからジェシー・デイビス（アルト・サクソフォーン）に代わり、ジョシュア・レッドマンをゲストに迎え「ブルーズン・バラッズ」を発表。1995年、ダビッド・サンチェス（テナー・サクソフォーン）をゲストに迎え「ザ・ジャズ・ネットワークス・イン・ザ・ムービー」を発表。同年10月、レジナルド・ヴィールとハーリン・ライリー（ドラム）を配した2ndアルバム『ヒッティン・ザ・スピリット』を発表。11月、レジナルド・ヴィール、広瀬潤次（ドラム）でCD発売記念ツアーを敢行。
1996年1月、スイングジャーナル誌主催、「'95ジャズ・ディスク大賞」にて『ヒッティン・ザ・スピリット』が最優秀新人作品賞を受賞。6月、ダスコ・ゴイコビッチ（トランペット）と共演、全国ツアーに参加、CD『グッド・オールド・デイズ』を録音。8月、3rdアルバム『アット・ザ・モーメント』をニューオリンズにて録音。このCDには前回同様レギュラーメンバーのレジナルド・ヴィール、ハーリン・ライリーに加えて、ニコラス・ペイトン（トランペット）が参加。9月、「エルヴィン・ジョーンズ・ジャズ・マシーン」メンバーとして3週間のヨーロッパ・ツアーに参加。ポーランド・スウィドニク、イギリス「ロニー・スコッツ・クラブ」、フランス「モントルイ・ジャズ祭」、「ニュー・モーニング・クラブ」に出演。11月、3rdアルバム『アット・ザ・モーメント』を発表。12月、『アット・ザ・モーメント』CD発売記念ツアーとしてハーリン・ライリーとデビッド・グロスマン（ベース）を擁したトリオで全国ツアーを敢行。このライブはNHK-FMで放送された。
1997年12月、レコーディング・メンバーであるレジナルド・ヴィール、ハーリン・ライリーとトリオを組み全国ツアー、続く翌1998年1・2月にニューヨーク在住のベーシスト、中村健吾と日本でレギュラーを組む広瀬潤次（ドラム）のトリオで全国ツアーを敢行。
1998年11月、クリスチャン・マクブライド（ベース）とクラレンス・ペン（ドラム）を迎え、4thアルバム『ユナイテッド』を発表。同月と12月、『ユナイテッド』CD発売記念ツアーとしてロドニー・ウィテカー（ベース）、クラレンス・ペン（ドラム）とトリオを組み、全国ツアーを敢行。
1999年7月、中村健と広瀬潤次のトリオでドイツ・ツアー、『欧州文化首都ワイマール'99　第7回EUジャパンフェスト・国際ジャズフェスティバル』に参加。
2000年5月、サイラス・チェスナット（ピアノ）トリオに、ゲストとして参加、2台のピアノで共演。10月、中村健吾と広瀬潤次らと5thアルバム『ハッピー・トゥ・スイング』を発表。
2001年10月、レジナルド・ヴィール、グレゴリー・ハッチンソン（ドラム）、ジョン・スワナ（トランペット）、ティム・アマコスト（テナー・サクソフォーン&ソプラノ・サクソフォーン）、ジェイソン・ジャクソン（トロンボーン）とスペシャルグループを組み全国ツアーを敢行。11月、レジナルド・ヴィール、ハーリン・ライリーとのトリオで全国ツアーを敢行。
2002年6月、「ジャズ・エリート2002」。サイラス・チェスナット（ピアノ）トリオにツインピアノとしてゲスト出演、2度目の共演を果たした。11月 - ロバート・ハースト（ベース）、グレゴリー・ハッチンソン、ティム・アマコストとカルテットを組み、全国ツアー敢行。
2003年7月、東京オペラシティ・コンサートホールにてチョン・ミョンフン指揮/東京フィルハーモニー交響楽団と共演。9・10月、椎名豊トリオとしてリオネル・ボカラ（ドラム）他とフランス・スイス・ツアーを行う。12月、ロバート・ハースト、アリ・ジャクソン（ドラム）、ティム・アマコストとカルテットを組み、全国ツアーを敢行。
2004年6月はアメリカ、9～10月はベルギー、フランス、スイスでツアーを敢行。10月はルー・タバキン（テナー・サクソフォーン）と、11月はロドニー・ウィテカー（ベース）、グレゴリー・ハッチンソン、ライリー・マリン（トランペット）、ティム・アマコストとグループを組み、全国ツアーを敢行。
2005年5・6月、椎名豊ヨーロピアントリオとしてフランス日本大使館ほか、イタリア、ベルギー、クロアチア、モロッコでツアーを敢行。8月、東京オペラシティ・コンサートホールにてチョン・ミョンフン指揮/東京フィルハーモニー交響楽団と「ガーシュインのピアノ・コンチェルト」を演奏。
2006年6月、ロドニー・ウィテカー、グレゴリー・ハッチンソンとトリオを組み全国ツアーを敢行。8月、2005年のチョン・ミョンフン指揮/ 東京フィルハーモニー交響楽団とのコンサート・ライブDVD『新世界との出会い～ドヴォルザークとガーシュイン～』（BSフジ）が発売。10月、「欧州文化首都パトラス2006」公式プログラムとしてギリシャ・パトラス市でコンサートを敢行。11月、ロドニー・ウィテカー、広瀬潤次とトリオを組み、全国ツアーを敢行。
2007年3月、ギリシャ・パトラスにて「子どもたちのためのレクチャー」を開催。北見ジュニア・ジャズ・オーケストラ&椎名豊トリオでギリシャ、オリンピア、アマリアーダ、パトラスにて現地の子供たちと交流コンサートを行う。7月、ロドニー・ウィテカー、グレゴリー・ハッチンソンとトリオを組み、全国ツアーを敢行。9月、金聖響指揮/東京フィルハーモニー交響楽団と「ガーシュインのラプソディ・イン・ブルー」を演奏。11月、ロドニー・ウィテカー、カール・アレン（ドラム）、ティム・アマコストとカルテットを組み全国ツアー。11・12月 - フランス、ベルギー、イギリスでツアーを敢行。
2008年4月、ミシガン州立大学にてロドニー・ウィテカー、ジョン・ファディス（トランペット）らとワークショップ・コンサートを敢行。5月、ヒュー・ウルフ指揮/東京フィルハーモニー交響楽団の定期演奏会で「ガーシュインのラプソディ・イン・ブルー」を演奏。11月、自身のレーベル「Ssene-a Music」を立ち上げ、6thアルバム『Walkin in the Clouds』を発表。12月、宮松重紀指揮/東京フィルハーモニー交響楽団と「ガーシュイン&クリスマスコンサート」を行う。
2009年、エリック・カンゼル指揮/東京フィルハーモニー交響楽団と「ガーシュインのピアノ・コンチェルト」を演奏。

## 教育活動
1998年より、教育プログラムとして子供たちのためのレクチャープログラムやワークショップ、ジョイント・コンサートも国内外で展開。その後活動は、北海道－釧路・北見、福岡県－筑後市、柳川市、鹿児島－志布志市、静岡県－興津、大井川町、新潟県－上越市、岩手県－遠野市など全国的に展開。2007年より国立音楽大学、夏期音楽講習会ジャズピアノ講座を行う。2008年、ミシガン州立大学でレクチャー、ワークショップ、コンサートを行う。2009年より千葉県浦安市明海大学ジャズ・オーケストラ部・監督を務める。